# إد ستيفنز
إد ستيفنز (بالإنجليزية: Ed Stevens)‏ هو لاعب كرة قاعدة أمريكي، ولد في 12 يناير 1925 في غالفستون في الولايات المتحدة، وتوفي في 22 يوليو 2012 في هيوستن في الولايات المتحدة.

## وصلات خارجية
- إد ستيفنز على موقعبيزبول رفرنس.كوم (الدوري الرئيسي) (الإنجليزية)
- إد ستيفنز على موقعبيزبول رفرنس.كوم (الدوري الثانوي) (الإنجليزية)